# Pauline av Anhalt-Bernburg

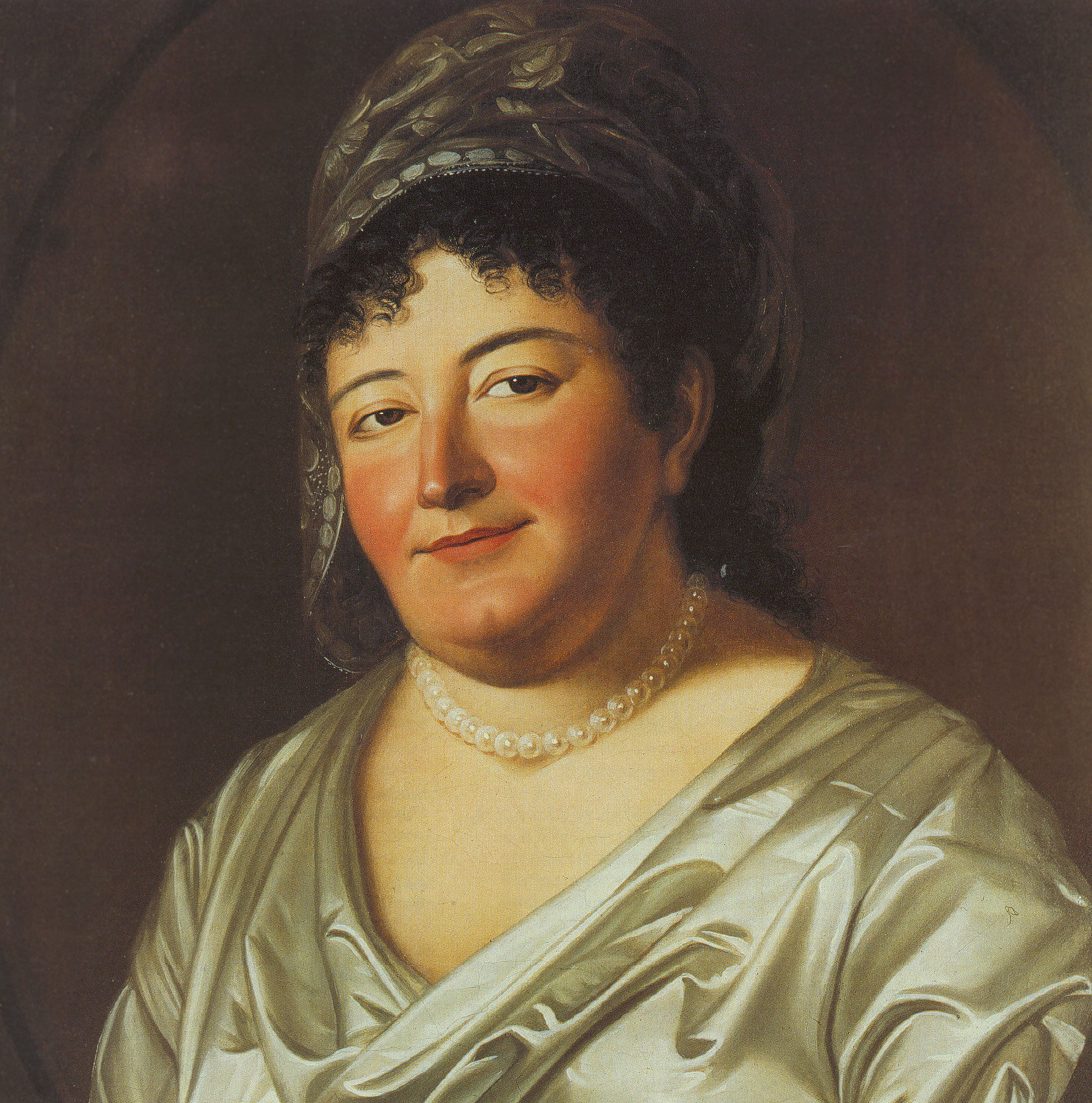
Pauline av Anhalt-Bernburg

Pauline av Anhalt-Bernburg, född 23 februari 1769, död 29 december 1820, var en furstinna av Lippe och socialreformator. Gift 1796 med furst Leopold I av Lippe. Hon var regent i Lippe under sin son furst Leopold II av Lippes omyndighet från 1802 till 1820. 

## Bakgrund
Pauline fick en hög utbildning av sin far, som undervisade henne personligen, och som då hon var 13 år anförtrodde henne vissa politiska uppgifter, som att sköta kommunikationen mellan honom och vissa myndigheter. Hon fick en uppfostran i upplysningstidens anda. Då hon gifte sig upprättades ett äktenskapskontrakt där hon försäkrades om posten som regent om hennes man skulle då dö deras son var omyndig. 
Detta möttes med ogillande från ständerna i Lippe, men när det efter hennes mans död 1802 blev aktuellt hade hon redan bevisat sig kompetent för tjänsten. Hon var politiskt inflytelserik redan som gemål; hon grundade år 1799 en skola där fattiga barn kunde undervisas tillsammans med sina föräldrar i stället för att tigga. Hon bodde som regent mestadels på det lilla lustslottet Lippehof.  

## Regeringstid

### Inrikespolitik
Pauline har fått ett mycket gott omdöme som regent, och hennes regeringstid anses vara en blomstringstid för Lippe. Hon upphävde livegenskapen (1809), införde en ny författning och avskaffade ståndsindelningen. Hon grundade Tysklands första daghem (1801), ett biståndsorganisation med volontärarbete (1802), och införde fri sjukvård för alla (1802). Som person beskrivs hon som ganska häftig och otålig; hon drog sig inte för konflikter och genomförde i slutändan sina beslut även om hon inte fick stöd från ständerna, som då hon år 1805 införde en spritskatt för att finansiera byggandet för ett sjukhus för psykiskt sjuka trots att hon inte hade något stöd för det från ständerna. 
Hon tog också direkt kontroll över utrikesministeriet och militären (1810), något som egentligen inte var tillåtet på grund av hennes kön men som hon gjorde med stöd av sin furstliga status. Hon grundade spannmålsmagasin för allmänheten under svälten 1802-04, lade nya vägar och införde gatubelysning och grundade ett offentligt bibliotek (1819). Hennes sociala hjälp, som inriktade sig på välfärd i stället för välgörenhet, blev berömda och tilldrog sig stor uppmärksamhet internationellt. 

### Utrikespolitik
Då Tyskland erövrades av Napoleon ställde sig Pauline på fransk sida för att bevara Lippes självständighet. Hon anslöt 1806 Lippe till Rhenförbundet hellre än Preussens förbund, eftersom hon fruktade att Lippe skulle uppslukas av Preussen men hade bättre chans att klara sig under Frankrike. Det gjorde dock att flera medborgare tvångsvärvades i den franska armén. Den franska alliansen hade till följd att Lippe under det tyska upproret mot Napoleon ockuperades av Preussen år 1813. Pauline lyckades dock häva ockupationen genom att gå ur Rhenförbundet, och under Wienkongressen respekterades både Lippes oberoende och hennes ställning som regent. Hennes införande av en mer demokratisk konstitution år 1819 anmäldes till Wienkongressen som upprörande demokratisk, och det var först efter flera revideringar och återställande av flera adliga privilegier som den kunde införas. 

### Död
År 1817 bad representanter för staden Lemgo att hon skulle acceptera posten som borgmästare i staden, en post med sexårig mandatperiod, för att sanera stadens ekonomi, en post hon accepterade och innehade till sin död. Kort före sin död 1820 meddelade hon sin förvånade son om sin avgång.